# Moczydły-Stanisławowięta
Moczydły-Stanisławowięta – wieś w Polsce położona w województwie podlaskim, w powiecie wysokomazowieckim, w gminie Szepietowo.
Wierni kościoła rzymskokatolickiego należą do parafii św. Anny w Dąbrówce Kościelnej.

## Historia
W dokumencie z 1239 roku znajdującym się w archiwum diecezjalnym w Płocku, który tyczy się kasztelanii święckiej, jest wymieniona osada Mocydla (Moczydły).
Z wypisów heraldycznych z Ksiąg Poborowych XVI w. woj. podlaskie można się dowiedzieć, iż: dziedzicem wsi Moczydły Stankowięta (par. Dąbrowska), używającym sygnetu Gierałtowego z Rochem był Moczydło Andrzej Marcinowicz.
W roku 1827 miejscowość liczyła 12 domów i 84 mieszkańców. Należała do powiatu tykocińskiego, obwód łomżyński, województwo augustowskie.
Pod koniec wieku XIX wieś drobnoszlachecka w powiecie mazowieckim, gmina Szepietowo, parafia Dąbrówka Kościelna.
W 1921 r. naliczono tu 15 budynków z przeznaczeniem mieszkalnym oraz 97 mieszkańców (46 mężczyzn i 51 kobiet). Narodowość polską podało 96 osób, a 1 inną.
W latach 1954–1972 miejscowość wchodziła w skład Gromady Dąbrówka Kościelna. W latach 1975–1998 miejscowość administracyjnie należała do województwa łomżyńskiego.
W 2006 r. liczba mieszkańców wyniosła 68 osób, a już 31 grudnia 2011 r. – 63 osoby.

### Szkoła
W 1922 roku 1-klasowa szkoła powszechna, liczyła 42 uczniów. W 1923 r. liczyła 45 uczniów, 1924 – 43, 1925 – 47, 1929 – 46, 1930 – 46. W 1935- 60.
Nauczyciele w latach 1925–1927: Wojtowicki Augustyn, 1927 Jaremczyk Teodor, 1931–1935 Stypułkowska Franciszka, 1941 Kostro Franciszka, Kostro Józef, Tews Alina.